# Copa Paulista de Futebol de 2010
A Copa Paulista de Futebol foi a 16.ª edição do segundo torneio em importância a ser organizado pela Federação Paulista de Futebol. O intuito desse campeonato é ocupar durante o segundo semestre times que não tiveram sucesso ao longo da temporada, ou querem exercitar seu time reserva (no caso dos "grandes"). O campeonato já teve diversos nomes; em 1999, 2003 e 2004, foi disputado como "Copa Estado de São Paulo", em 2001, por causa do patrocinador, chamou-se "Copa Coca-Cola", em 2002, era denominado "Copa Futebol do Interior" e "Copa Mauro Ramos", e em 2005, 2006 e 2007 era chamado de Copa Federação Paulista de Futebol.
Essa competição dá o direito ao campeão de disputar a Recopa Sul-Brasileira do mesmo ano e  a Copa do Brasil no ano seguinte.

## Critério de classificação
Têm vaga assegurada:
- Os 12 primeiros classificados da Série A1.
- Os 11 primeiros classificados da Série A2.
- Os 09 primeiros classificados da Série A3.
- Em caso de desistência, preenche a vaga o clube na classificação subsequente.
- Não poderão participar do campeonato as equipes rebaixadas da Série A3 de 2010 para a Série B de 2011.

## Participantes
| - Atlético Sorocaba (Sorocaba) - Batatais (Batatais) - Comercial (Ribeirão Preto) - Ferroviária (Araraquara) - Francana (Franca) - Grêmio Barueri (Presidente Prudente) - Ituano (Itu) - Juventus-SP (São Paulo) - Linense (Lins) - Marília (Marília) - Mogi Mirim (Mogi Mirim) - Noroeste (Bauru) - Oeste (Itápolis) | - Palmeiras B (São Paulo) - Pão de Açúcar (São Paulo) - Paulista (Jundiaí) - Penapolense (Penápolis) - Red Bull Brasil (Campinas) - Rio Branco-SP (Americana) - São Carlos (São Carlos) - São Bento (Sorocaba) - São Bernardo (São Bernardo do Campo) - São José-SP (São José dos Campos) - Sertãozinho (Sertãozinho) - Sport Barueri (Barueri) - União Barbarense (Santa Bárbara d'Oeste) - União São João (Araras) - XV de Jaú (Jaú) - XV de Piracicaba (Piracicaba) |

'OBS:' O Atlético Araçatuba desistiu de jogar a competição por alegar falta de custo financeiro. Por este motivo o Grupo 1 teve apenas 6 clubes.

## Classificação Geral
| 1  | Paulista               | 45 | 26 | 13 | 6  | 6  | 11  |  |
| 2  | Red Bull Brasil        | 43 | 26 | 12 | 7  | 6  | 14  |  |
| 3  | Penapolense [1]        | 49 | 20 | 11 | 7  | 2  | 26  |  |
| 4  | Linense [1]            | 47 | 20 | 11 | 5  | 4  | 19  |  |
| 5  | XV de Piracicaba       | 45 | 22 | 13 | 6  | 3  | 16  |  |
| 6  | Sport Barueri [3]      | 39 | 22 | 11 | 6  | 5  | 6   |  |
| 7  | Atlético Sorocaba      | 34 | 22 | 9  | 7  | 6  | 1   |  |
| 8  | São Bernardo           | 34 | 22 | 8  | 10 | 4  | 9   |  |
| 9  | Ferroviária [2]        | 38 | 18 | 10 | 4  | 4  | 12  |  |
| 10 | Comercial [2]          | 36 | 18 | 10 | 4  | 4  | 10  |  |
| 11 | Sertãozinho [2]        | 28 | 18 | 8  | 1  | 9  | -13 |  |
| 12 | São Bento              | 28 | 20 | 7  | 7  | 6  | -2  |  |
| 13 | Noroeste [1]           | 25 | 16 | 5  | 4  | 7  | -7  |  |
| 14 | Francana [2]           | 24 | 18 | 5  | 6  | 7  | -5  |  |
| 15 | Ituano                 | 23 | 20 | 6  | 5  | 9  | 0   |  |
| 16 | Grêmio Prudente [1][4] | 18 | 18 | 3  | 5  | 8  | -6  |  |
| 17 | União Barbarense       | 18 | 14 | 5  | 3  | 6  | -3  |  |
| 18 | Pão de Açúcar          | 17 | 14 | 3  | 8  | 3  | 0   |  |
| 19 | Juventus-SP            | 15 | 14 | 4  | 3  | 7  | -5  |  |
| 20 | São José-SP            | 15 | 14 | 3  | 6  | 5  | 1   |  |
| 21 | São Carlos             | 14 | 14 | 4  | 2  | 8  | -6  |  |
| 22 | União São João         | 14 | 14 | 3  | 5  | 6  | -5  |  |
| 23 | Oeste [2]              | 13 | 12 | 2  | 5  | 5  | -1  |  |
| 24 | Mogi Mirim             | 12 | 14 | 3  | 3  | 8  | -8  |  |
| 25 | Rio Branco-SP          | 12 | 14 | 3  | 3  | 8  | -13 |  |
| 26 | Batatais [2]           | 11 | 12 | 2  | 3  | 7  | -9  |  |
| 27 | Marília [1]            | 11 | 10 | 2  | 2  | 6  | -10 |  |
| 28 | Palmeiras B            | 9  | 14 | 3  | 0  | 11 | -5  |  |
| 29 | XV de Jaú [1]          | 4  | 10 | 0  | 3  | 7  | -16 |  |

 1. ^  Devido a ausências de clubes em disputa, os demais clubes do Grupo 1 tiveram 4 jogos a menos e tiveram uma adaptação na sua classificação final de acordo com o seu saldo de aproveitamento (% de Aproveitamento).

2. ^  Devido a falta de um clube, os demais clubes do Grupo 2 tiveram 2 jogos a menos e tiveram uma adaptação na sua classificação final de acordo com o seu saldo de aproveitamento (% de Aproveitamento). 

3. ^  O Campinas Futebol Clube mudou de sede e de nome em 2010, passando a se chamar Sport Club Barueri.

4. ^  O Grêmio Recreativo Barueri mudou de sede e de nome em 2010, passando a se chamar Grêmio Prudente Futebol Ltda..
|  |                                                  |
|  | Campeão e classificado à Copa do Brasil de 2011. |
|  | Eliminado na Semifinal.                          |
|  | Eliminado nas Quartas-de-final.                  |
|  | Eliminado na 2ª Fase.                            |
|  | Eliminado na 1ª Fase.                            |